# Ofiògenes
Els ofiògenes (grec antic: Ὀφιογενεῖς) van ser una família grega originària de Pàrion, a Mísia, per bé que Plini els situa a l'illa de Xipre.
El seu nom és derivat del grec antic Όφειος γένος 'de la raça de les serps', i els fa parents de les serps. En aquesta família només els homes, i no les dones, eren famosos per la seva capacitat per a guarir les mossegades dels escurçons i les serps verinoses només amb el tacte de les mans. Una altra característica, diu Plini, era l'olor que desprenien, una olor selvàtica, que es percebia millor a la primavera. La seva suor i la seva saliva també tenien efectes curatius. Un text de Plini deixa constància d'un escrit de Varró que deia que a l'Hel·lespont s'usava la saliva dels ofiògenes contra la mossegada de les serps.
Els ofiògenes atreien primer sobre ells mateixos la taca lívida que deixa la picadura, calmant així el dolor i la inflamació. Els mitògrafs diuen que l'avantpassat d'aquesta família era una serp que es va transformar en home, però Estrabó creu que aquest avantpassat podia ser un membre de la tribu africana dels psils, que també tenien aquest do. Plini és l'únic que cita el nom d'un membre d'aquesta família, Evègones, que va ser ambaixador a Roma i va ser utilitzat pels cònsols com a experiment. El van introduir dins d'un barril ple de serps, que, davant la sorpresa de tots els presents, li van llepar tot el cos sense fer-li mal.